# علي العلي (مخرج)
علي العلي، هو مخرج بحريني. قام بإخراج 16 فيلماً روائيا قصيراً، حاز بعضها على جوائز في مهرجانات دولية.

## أعماله الإخراجية
- ليلى - الجزء الأول. 2009
- على موتها أغني. 2009
- شوية أمل.2011
- مريمي. 2011
- فرصة ثانية.2012
- أكون أو لا.2012
- لو باقي ليلة.2012
- توالي الليل.2013
- حب ولكن.2014
- ذاكرة من ورق.2015
- باب الريح.2016
- ممنوع الوقوف .2017
- الخطايا العشر.2018[2]
- دفعة القاهرة.2019[3]
- دفعة بيروت. 2020.[4]

## روابط خارجية
- علي العلي على موقع قاعدة بيانات الأفلام العربية